# Castillo de Penáguila
El castillo de Penáguila en la provincia de Alicante es una fortaleza árabe del siglo VIII[cita requerida] construida sobre restos romanos, que fue objeto de reformas cristianas en los siglos XIV y XVI. Está situada sobre un cerro escarpado de la vertiente oeste de la sierra de Aitana.

## Descripción
La fortificación, de planta irregular adaptada a la topografía, cuenta con dos recintos y ocupa una extensa superficie.
En la parte más elevada del recinto principal se sitúa una torre de planta cuadrada. Existen restos de una sala abovedada y un aljibe de planta rectangular.
El segundo recinto se sitúa en una zona de menor altura en el que solo quedan restos de murallas y bases de torreones cuadrados. Los muros que se conservan están realizados con tapial sobre mampostería.